# Handball-DDR-Liga 1989/90
In der Handball-DDR-Liga der Männer gewann in der Saison 1989/90 die BSG ZAB Dessau die Staffel Nord und kehrte nach sechs Jahren in die Handball-DDR-Oberliga zurück. Aus der Staffel Süd gelang der BSG Grubenlampe Zwickau nach 1986 zum zweiten Mal der Aufstieg in das Oberhaus. Wenige Wochen nach dem Saisonstart nahm in der DDR die politische Wende ihren Lauf, der tiefgreifende Veränderungen in Politik und Wirtschaft folgten. Erste Auswirkungen machten sich bereits in der laufenden Ligasaison bemerkbar, die zunächst die Sportvereinigung Dynamo betrafen. Die unter dem Dach der SV Dynamo agierenden SG Dynamo Halle-Neustadt löste sich im Laufe der Saison auf, sodass die Spiele deren Zweitvertretung annulliert werden mussten. Nach den Mauerfall am 9. November 1989 verloren auch die ersten Mannschaften Spieler ihres Kaders, die aus der DDR in die Bundesrepublik übersiedelten und zum Ende der laufenden Saison benannten sich die ersten Mannschaften um.

## Staffel Nord
Die BSG ZAB Dessau sicherte sich den Staffelsieg mit vier Punkten Vorsprung vor dem Oberligaabsteiger der BSG Lokomotive RAW Cottbus und stieg nach sechs Jahren wieder in die Handball-DDR-Oberliga auf. Die Cottbuser kamen trotz zweier Siege gegen Dessau und einer blütenweißen Heimbilanz, nach fünf Auswärtsniederlagen nicht über den zweiten Rang hinaus. Auf den letzten beiden Plätzen kamen die beiden Aufsteiger aus der Handball-DDR-Bezirksliga die Betriebssportgemeinschaften (BSG) Stahl Eisenhüttenstadt und Schiffahrt/Hafen Rostock ein. Durch die Ausgliederung der Zweitvertretungen und dem freiwilligen Rückzug der SG Dynamo/Motor Staßfurt aus der DDR-Liga, stieg nur Rostock nach einjährigem Gastspiel in die Drittklassigkeit ab.

### Abschlusstabelle
| Pl. | Verein                              | Sp. | S  | U | N  | Tore      | Diff. | Punkte  |
| --- | ----------------------------------- | --- | -- | - | -- | --------- | ----- | ------- |
| 1.  | BSG ZAB Dessau                      | 22  | 19 | 0 | 3  | 0560:4470 | +113  | 038:60  |
| 2.  | BSG Lokomotive RAW Cottbus (A)      | 22  | 17 | 0 | 5  | 0576:5180 | +58   | 034:100 |
| 3.  | 1. PSC Berlin II                    | 22  | 15 | 2 | 5  | 0589:4750 | +114  | 032:120 |
| 4.  | BSG Chemie Premnitz                 | 22  | 12 | 4 | 6  | 0500:4740 | +26   | 028:160 |
| 5.  | SC Empor Rostock II                 | 22  | 11 | 3 | 8  | 0501:5030 | −2    | 025:190 |
| 6.  | BSG SVKE Britz                      | 22  | 11 | 0 | 11 | 0496:4790 | +17   | 022:220 |
| 7.  | ASK Vorwärts Frankfurt/O. II        | 22  | 8  | 5 | 9  | 0529:5200 | +9    | 021:230 |
| 8.  | SG Dynamo/Motor Staßfurt            | 22  | 6  | 5 | 11 | 0493:5160 | −23   | 017:270 |
| 9.  | SG Dynamo „Dr. Kurt Fischer“ Berlin | 22  | 7  | 2 | 13 | 0533:6020 | −69   | 016:280 |
| 10. | BSG Post Schwerin II                | 22  | 5  | 4 | 13 | 0492:5500 | −58   | 014:300 |
| 11. | BSG Stahl Eisenhüttenstadt (N)      | 22  | 4  | 2 | 16 | 0498:5920 | −94   | 010:340 |
| 12. | BSG Schiffahrt/Hafen Rostock (N)    | 22  | 2  | 3 | 17 | 0479:5700 | −91   | 07:370  |

Platzierungskriterien: 1. Punkte – 2. Direkter Vergleich (Punkte, Tordifferenz, geschossene Tore) – 3. Tordifferenz – 4. geschossene Tore

 Aufsteiger in die DDR-Oberliga 1990/91 
  Ausgliederung der Zweitvertretungen aus der DDR-Liga 
  Rückzug bzw. Absteiger in die Bezirksliga 
 (A) Absteiger aus der DDR-Oberliga 1988/89 
 (N) Aufsteiger aus der Bezirksliga
Namensänderungen während der Saison
- SC Dynamo Berlin (1.–19. Spieltag) ⇒ 1. Polizei-Sportclub (PSC) Berlin (20.–22. Spieltag)

### Kreuztabelle
Die Kreuztabelle stellt die Ergebnisse aller Spiele dieser Saison dar. Die Heimmannschaft ist in der linken Spalte aufgelistet und die Gastmannschaft in der obersten Reihe.
| Staffel Nord 23. September 1989 – 7. April 1990 | Staffel Nord 23. September 1989 – 7. April 1990 | BSG ZAB Dessau | BSG Lokomotive RAW Cottbus | PSC   | BSG Chemie Premnitz | SC Empor Rostock II | BSG SVKE Britz | ASK Vorwärts Frankfurt/O. II | STA   | KFB   | BSG Post Schwerin II | BSG Stahl Eisenhüttenstadt | BSG Schiffahrt/Hafen Rostock |
| ----------------------------------------------- | ----------------------------------------------- | -------------- | -------------------------- | ----- | ------------------- | ------------------- | -------------- | ---------------------------- | ----- | ----- | -------------------- | -------------------------- | ---------------------------- |
| 01.                                             | BSG ZAB Dessau                                  |                | 26:27                      | 25:23 | 21:20               | 29:21               | 25:13          | 29:20                        | 21:20 | 29:23 | 31:20                | 25:12                      | 31:23                        |
| 02.                                             | BSG Lokomotive RAW Cottbus                      | 21:20          |                            | 24:23 | 21:19               | 26:25               | 27:24          | 33:26                        | 29:24 | 37:20 | 36:31                | 26:18                      | 34:17                        |
| 03.                                             | 1. PSC Berlin II                                | 24:30          | 31:19                      |       | 21:18               | 28:18               | 27:20          | 19:19                        | 33:25 | 20:25 | 34:23                | 31:20                      | 25:14                        |
| 04.                                             | BSG Chemie Premnitz                             | 20:19          | 25:21                      | 20:26 |                     | 24:23               | 18:15          | 22:20                        | 25:23 | 33:26 | 24:23                | 26:22                      | 30:23                        |
| 05.                                             | SC Empor Rostock II                             | 17:23          | 19:27                      | 27:28 | 25:24               |                     | 21:19          | 22:20                        | 24:18 | 25:23 | 22:22                | 28:25                      | 25:18                        |
| 06.                                             | BSG SVKE Britz                                  | 24:27          | 24:27                      | 16:18 | 19:18               | 21:17               |                | 28:21                        | 25:17 | 30:19 | 28:23                | 27:14                      | 29:23                        |
| 07.                                             | ASK Vorwärts Frankfurt/O. II                    | 19:20          | 28:23                      | 20:27 | 24:24               | 19:19               | 30:24          |                              | 18:18 | 29:30 | 26:15                | 28:27                      | 29:21                        |
| 08.                                             | SG Dynamo/Motor Staßfurt                        | 23:26          | 30:27                      | 25:25 | 18:18               | 14:23               | 24:22          | 20:28                        |       | 22:21 | 28:17                | 28:18                      | 25:21                        |
| 09.                                             | SG Dynamo „Dr. Kurt Fischer“ Berlin             | 23:28          | 24:26                      | 19:39 | 23:29               | 26:26               | 19:22          | 30:28                        | 24:24 |       | 24:23                | 29:21                      | 24:23                        |
| 10.                                             | BSG Post Schwerin II                            | 16:28          | 19:16                      | 23:21 | 21:21               | 21:24               | 15:16          | 21:27                        | 19:19 | 36:28 |                      | 33:26                      | 24:24                        |
| 11.                                             | BSG Stahl Eisenhüttenstadt                      | 19:26          | 22:24                      | 19:33 | 22:22               | 22:23               | 26:23          | 27:29                        | 29:28 | 24:29 | 29:27                |                            | 33:24                        |
| 12.                                             | BSG Schiffahrt/Hafen Rostock                    | 19:21          | 23:25                      | 26:33 | 18:20               | 26:27               | 23:27          | 21:21                        | 23:20 | 28:24 | 18:20                | 23:23                      |                              |

### Torschützenliste
|    | Spieler           | Verein                              | Tore / 7 m |
| -- | ----------------- | ----------------------------------- | ---------- |
| 1. | Karl-Heinz Maruhn | SG Dynamo/Motor Staßfurt            | 134 / 37   |
| 1. | Dieter Lange      | SG Dynamo „Dr. Kurt Fischer“ Berlin | 134 / 23   |
| 3. | Volker Preißner   | BSG ZAB Dessau                      | 132 / 0–   |
| 4. | Olaf Axmann       | SC Empor Rostock II                 | 123 / 08   |
| 5. | Fred Mellack      | BSG Lokomotive RAW Cottbus          | 122 / 06   |
| 6. | Bernhard Woite    | BSG Lokomotive RAW Cottbus          | 121 / 21   |
| 7. | Bahn              | BSG Chemie Premnitz                 | 111 / 23   |
| 7. | Steffen Turß      | BSG SVKE Britz                      | 111 / 35   |

## Staffel Süd
Die Südstaffel beendeten die Betriebssportgemeinschaft (BSG) Grubenlampe Zwickau und der Ostsächsischer Handball-Club Löbau Punktgleich an der Tabellenspitze. Zwickau, dass den direkten Vergleich für sich entschied, gelang nach 1986 zum zweiten Mal der Aufstieg in die Handball-DDR-Oberliga. Auf den fünften Platz kam der Absteiger aus der Oberliga die Spielgemeinschaft Lok/Motor Süd-Ost Magdeburg ein und verwies den besten Aufsteiger aus der Handball-DDR-Bezirksliga die BSG „Thomas Müntzer“ Mühlhausen auf den sechsten Rang. Durch die Ausgliederung der Zweitvertretungen und dem freiwilligen Rückzug von Mühlhausen aus der DDR-Liga, reichten den beiden anderen Aufsteigern aus der Bezirksliga Motor Bernburg und Motor Zwönitz die Plätze zehn und elf zum Klassenerhalt.

### Abschlusstabelle
| Pl. | Verein                              | Sp. | S  | U | N  | Tore      | Diff. | Punkte  |
| --- | ----------------------------------- | --- | -- | - | -- | --------- | ----- | ------- |
| 1.  | BSG Grubenlampe Zwickau             | 20  | 13 | 3 | 4  | 0439:3460 | +93   | 029:110 |
| 2.  | OHC Löbau                           | 20  | 13 | 3 | 4  | 0454:3890 | +65   | 029:110 |
| 3.  | SG Dynamo Mitte/EGS Suhl            | 20  | 10 | 5 | 5  | 0431:3950 | +36   | 025:150 |
| 4.  | SC Leipzig II                       | 20  | 9  | 6 | 5  | 0454:3860 | +68   | 024:160 |
| 5.  | SG Lok/Motor Süd-Ost Magdeburg (A)  | 20  | 10 | 2 | 8  | 0401:3890 | +12   | 022:180 |
| 6.  | BSG „Thomas Müntzer“ Mühlhausen (N) | 20  | 9  | 2 | 9  | 0406:4380 | −32   | 020:200 |
| 7.  | BSG Motor Eisenach II               | 20  | 8  | 3 | 9  | 0447:4640 | −17   | 019:210 |
| 8.  | SC Magdeburg II                     | 19  | 8  | 2 | 9  | 0421:4040 | +17   | 018:200 |
| 9.  | HSG Wissenschaft Freiberg           | 20  | 8  | 2 | 10 | 0348:3720 | −24   | 018:220 |
| 10. | BSG Motor Bernburg (N)              | 19  | 2  | 5 | 12 | 0350:4640 | −114  | 09:290  |
| 11. | BSG Motor Zwönitz (N)               | 20  | 3  | 0 | 17 | 0355:4590 | −104  | 06:340  |
| 12. | SG Dynamo Halle-Neustadt II *       | 0   | 0  | 0 | 0  | 00:00     | ±0    | 00:00   |

Platzierungskriterien: 1. Punkte – 2. Direkter Vergleich (Punkte, Tordifferenz, geschossene Tore) – 3. Tordifferenz – 4. geschossene Tore

 Aufsteiger in die DDR-Oberliga 1990/91 
  Ausgliederung der Zweitvertretungen aus der DDR-Liga 
  Rückzug bzw. Absteiger in die Bezirksliga 
 (A) Absteiger aus der DDR-Oberliga 1988/89 
 (N) Aufsteiger aus der Bezirksliga 
 (*) Die SG Dynamo Halle-Neustadt löste sich im Januar 1990 auf.
Namensänderungen während der Saison
- ASG Offiziershochschule Löbau (1.–16. Spieltag) ⇒ Ostsächsischer Handball-Club (OHC) Löbau (17.–20. Spieltag)

### Kreuztabelle
| Staffel Süd 23. September 1989 – 7. April 1990 | Staffel Süd 23. September 1989 – 7. April 1990 | BSG Grubenlampe Zwickau | OHC   | SG Dynamo Mitte/EGS Suhl | SC Leipzig II | SG Lok/Motor Süd-Ost Magdeburg | MHL   | BSG Motor Eisenach II | SC Magdeburg II | HSG Wissenschaft Freiberg | BBG   | BSG Motor Zwönitz | SG Dynamo Halle-Neustadt II |
| ---------------------------------------------- | ---------------------------------------------- | ----------------------- | ----- | ------------------------ | ------------- | ------------------------------ | ----- | --------------------- | --------------- | ------------------------- | ----- | ----------------- | --------------------------- |
| 01.                                            | BSG Grubenlampe Zwickau                        |                         | 25:20 | 22:16                    | 20:20         | 26:16                          | 20:14 | 22:13                 | 22:20           | 21:14                     | 28:09 | 20:10             | -:-                         |
| 02.                                            | OHC Löbau                                      | 28:26                   |       | 19:18                    | 25:22         | 18:17                          | 21:17 | 23:14                 | 25:16           | 24:13                     | 35:19 | 28:17             | -:-                         |
| 03.                                            | SG Dynamo Mitte/EGS Suhl                       | 16:16                   | 18:22 |                          | 22:21         | 21:16                          | 37:22 | 24:17                 | 22:19           | 21:14                     | 27:17 | 24:20             | -:-                         |
| 04.                                            | SC Leipzig II                                  | 20:18                   | 17:17 | 20:20                    |               | 24:20                          | 20:21 | 26:18                 | 22:18           | 16:16                     | 33:16 | 33:13             | 28:25                       |
| 05.                                            | SG Lok/Motor Süd-Ost Magdeburg                 | 23:22                   | 22:25 | 22:22                    | 17:15         |                                | 25:17 | 22:20                 | 22:17           | 18:17                     | 30:12 | 18:17             | 25:22                       |
| 06.                                            | BSG „Thomas Müntzer“ Mühlhausen                | 18:18                   | 20:19 | 24:22                    | 19:19         | 27:21                          |       | 25:22                 | 26:25           | 24:20                     | 22:20 | 25:18             | -:-                         |
| 07.                                            | BSG Motor Eisenach II                          | 27:23                   | 27:27 | 30:26                    | 27:26         | 21:20                          | 25:19 |                       | 24:23           | 23:19                     | 28:28 | 30:24             | 24:26                       |
| 08.                                            | SC Magdeburg II                                | 20:22                   | 24:16 | 21:21                    | 22:22         | 22:20                          | 26:24 | 20:19                 |                 | 24:20                     | 32:17 | 28:16             | 26:25                       |
| 09.                                            | HSG Wissenschaft Freiberg                      | 12:20                   | 16:15 | 12:12                    | 17:21         | 15:17                          | 17:13 | 21:18                 | 23:20           |                           | 21:15 | 23:15             | 22:21                       |
| 10.                                            | BSG Motor Bernburg                             | 20:23                   | 25:25 | 23:23                    | 17:29         | 14:14                          | 17:15 | 22:22                 | [ S 1 ]         | 20:22                     |       | 23:17             | 23:29                       |
| 11.                                            | BSG Motor Zwönitz                              | 10:25                   | 16:22 | 18:19                    | 23:28         | 17:21                          | 26:14 | 24:22                 | 21:24           | 15:16                     | 18:16 |                   | -:-                         |
| 12.                                            | SG Dynamo Halle-Neustadt II                    | 22:23                   | 19:25 | 27:26                    | -:-           | -:-                            | 23:20 | -:-                   | -:-             | -:-                       | -:-   | 26:16             |                             |

1. ↑  Von dem Spiel BSG Motor Bernburg – SC Magdeburg II (5. Spieltag) liegt kein Ergebnis vor.

### Torschützenliste
|    | Spieler         | Verein                    | Tore / 7 m |
| -- | --------------- | ------------------------- | ---------- |
| 1. | Olaf Köppe      | OHC Löbau                 | 121 / 18   |
| 2. | Bernd Eulitz    | HSG Wissenschaft Freiberg | 112 / 38   |
| 3. | Martin Münzberg | BSG Motor Eisenach II     | 104 / 28   |

## Aufstiegsrunde zur 2. Handball-Liga (DDR-Liga)
In fünf Gruppen zu je drei Mannschaften, ermittelten die 15 Bezirksmeister bzw. aufstiegsberechtigten Vereine die Aufsteiger in die 2. Handball-Liga (DDR-Liga). Jede Mannschaft bestritt in ihrer Gruppe zwei Heimspiele und zwei Auswärtsspiele.

### Staffel 1
In der Staffel 1 spielten die Meister aus den Bezirken Rostock und Potsdam sowie der Vertreter aus dem Bezirk Schwerin.

Abschlusstabelle
| Pl. | Verein                 | Sp. | S | U | N | Tore     | Diff. | Punkte |
| --- | ---------------------- | --- | - | - | - | -------- | ----- | ------ |
| 1.  | BSG Motor Hennigsdorf  | 4   | 4 | 0 | 0 | 0108:780 | +30   | 08:00  |
| 2.  | BSG Motor Stralsund    | 4   | 2 | 0 | 2 | 091:870  | +4    | 04:40  |
| 3.  | BSG Hydraulik Schwerin | 4   | 0 | 0 | 4 | 081:1150 | −34   | 00:80  |

Aufsteiger in die 2. Handball-Liga 1990/91
Kreuztabelle

Die Kreuztabelle stellt die Ergebnisse aller Spiele dieser Aufstiegsrunde dar. Die Heimmannschaft ist in der linken Spalte aufgelistet und die Gastmannschaft in der obersten Reihe.
| Staffel 1 13. April 1990 – 19. Mai 1990 | Staffel 1 13. April 1990 – 19. Mai 1990 | BSG Motor Hennigsdorf | BSG Motor Stralsund | Schwerin |
| --------------------------------------- | --------------------------------------- | --------------------- | ------------------- | -------- |
| 01.                                     | BSG Motor Hennigsdorf                   |                       | 24:21               | 37:19    |
| 02.                                     | BSG Motor Stralsund                     | 17:22                 |                     | 29:20    |
| 03.                                     | BSG Hydraulik Schwerin                  | 21:25                 | 21:24               |          |

### Staffel 2
In der Staffel 2 spielten die Meister aus den Bezirken Halle und Berlin sowie der Vertreter aus dem Bezirk Neubrandenburg.

Abschlusstabelle
| Pl. | Verein                       | Sp. | S | U | N | Tore     | Diff. | Punkte |
| --- | ---------------------------- | --- | - | - | - | -------- | ----- | ------ |
| 1.  | ASG Vorwärts Weißenfels      | 4   | 3 | 0 | 1 | 0112:960 | +16   | 06:20  |
| 2.  | BSG Rotation Prenzlauer Berg | 4   | 2 | 0 | 2 | 089:910  | −2    | 04:40  |
| 3.  | ASG Vorwärts Trollenhagen    | 4   | 1 | 0 | 3 | 092:1060 | −14   | 02:60  |

Aufsteiger in die 2. Handball-Liga 1990/91
Kreuztabelle

Die Kreuztabelle stellt die Ergebnisse aller Spiele dieser Aufstiegsrunde dar. Die Heimmannschaft ist in der linken Spalte aufgelistet und die Gastmannschaft in der obersten Reihe.
| Staffel 2 13. April 1990 – 19. Mai 1990 | Staffel 2 13. April 1990 – 19. Mai 1990 | Weißenfels | BSG Rotation Prenzlauer Ber | Trollenhagen |
| --------------------------------------- | --------------------------------------- | ---------- | --------------------------- | ------------ |
| 01.                                     | ASG Vorwärts Weißenfels                 |            | 25:19                       | 36:29        |
| 02.                                     | BSG Rotation Prenzlauer Berg            | 27:24      |                             | 23:20        |
| 03.                                     | ASG Vorwärts Trollenhagen               | 21:27      | 22:20                       |              |

### Staffel 3
In der Staffel 3 spielten die Meister aus den Bezirken Frankfurt (Oder) und Dresden sowie der Vertreter aus dem Bezirk Cottbus.

Abschlusstabelle
| Pl. | Verein                           | Sp. | S | U | N | Tore    | Diff. | Punkte |
| --- | -------------------------------- | --- | - | - | - | ------- | ----- | ------ |
| 1.  | BSG Chemie “W.-P.-St.” Guben     | 4   | 2 | 1 | 1 | 080:800 | ±0    | 05:30  |
| 2.  | BSG Einheit Grünheide            | 4   | 2 | 0 | 2 | 078:730 | +5    | 04:40  |
| 3.  | SG Dynamo „Artur Becker“ Dresden | 4   | 1 | 1 | 2 | 077:820 | −5    | 03:50  |

Aufsteiger in die 2. Handball-Liga 1990/91
Kreuztabelle

Die Kreuztabelle stellt die Ergebnisse aller Spiele dieser Aufstiegsrunde dar. Die Heimmannschaft ist in der linken Spalte aufgelistet und die Gastmannschaft in der obersten Reihe.
| Staffel 3 13. April 1990 – 19. Mai 1990 | Staffel 3 13. April 1990 – 19. Mai 1990 | BSG Chemie “W.-P.-St.” Guben | Grünheide | Dresden |
| --------------------------------------- | --------------------------------------- | ---------------------------- | --------- | ------- |
| 01.                                     | BSG Chemie “W.-P.-St.” Guben            |                              | 17:14     | 26:22   |
| 02.                                     | BSG Einheit Grünheide                   | 26:19                        |           | 23:19   |
| 03.                                     | SG Dynamo „Artur Becker“ Dresden        | 18:18                        | 18:15     |         |

### Staffel 4
In der Staffel 4 spielten die Meister aus den Bezirken Magdeburg, Erfurt und Gera.

Abschlusstabelle
| Pl. | Verein                    | Sp. | S | U | N | Tore    | Diff. | Punkte |
| --- | ------------------------- | --- | - | - | - | ------- | ----- | ------ |
| 1.  | BSG Motor Hermsdorf       | 4   | 3 | 1 | 0 | 096:660 | +30   | 07:10  |
| 2.  | TSG Calbe                 | 4   | 1 | 1 | 2 | 080:910 | −11   | 03:50  |
| 3.  | BSG Obertrikotagen Apolda | 4   | 1 | 0 | 3 | 072:910 | −19   | 02:60  |

Aufsteiger in die 2. Handball-Liga 1990/91
Kreuztabelle

Die Kreuztabelle stellt die Ergebnisse aller Spiele dieser Aufstiegsrunde dar. Die Heimmannschaft ist in der linken Spalte aufgelistet und die Gastmannschaft in der obersten Reihe.
| Staffel 4 13. April 1990 – 19. Mai 1990 | Staffel 4 13. April 1990 – 19. Mai 1990 | BSG Motor Hermsdorf | TSG Calbe | BSG Obertrikotagen Apolda |
| --------------------------------------- | --------------------------------------- | ------------------- | --------- | ------------------------- |
| 01.                                     | BSG Motor Hermsdorf                     |                     | 22:11     | 27:16                     |
| 02.                                     | TSG Calbe                               | 26:26               |           | 22:17                     |
| 03.                                     | BSG Obertrikotagen Apolda               | 13:21               | 26:21     |                           |

### Staffel 5
In der Staffel 5 spielten die Vertreter aus den Bezirken Karl-Marx-Stadt und Suhl. Der Vertreter aus dem Bezirk Leipzig verzichtete.

Abschlusstabelle
| Pl. | Verein                            | Sp. | S | U | N | Tore    | Diff. | Punkte |
| --- | --------------------------------- | --- | - | - | - | ------- | ----- | ------ |
| 1.  | BSG Motor SMB Karl-Marx-Stadt     | 2   | 1 | 0 | 1 | 039:310 | +8    | 02:20  |
| 2.  | SG Wernshausen-Niederschmalkalden | 2   | 1 | 0 | 1 | 031:390 | −8    | 02:20  |

Aufsteiger in die 2. Handball-Liga 1990/91
Spiele

|                               | Gesamt |                                   | Hinspiel | Rückspiel |
| ----------------------------- | ------ | --------------------------------- | -------- | --------- |
| BSG Motor SMB Karl-Marx-Stadt | 39:31  | SG Wernshausen-Niederschmalkalden | 23:12    | 16:19     |